# Mykola Hulak

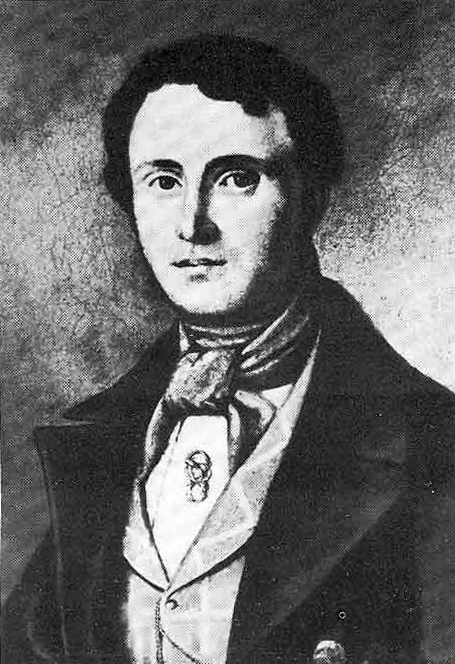
Mykola Hulak

Mykola Iwanowytsch Hulak (* 25. Mai 1821 in Warschau, Kongresspolen; † 27. Maijul. / 8. Juni 1899greg. in Jelisawetpol, Aserbaidschan, Russisches Kaiserreich) war ein ukrainischer Wissenschaftler (Mathematiker, Historiker, Philosoph, Literaturkritiker), Jurist, Journalist, Übersetzer und Politiker.

## Leben
Mykola Hulaks Vater Iwan stammte aus dem Gouvernement Poltawa und war Nachkomme eines hochgestellten Offiziers des Saporoger Kosakenheeres zur Zeit des Hetman Petro Doroschenko.
Zwischen 1838 und 1843 studierte Mykola Hulak an der Juristischen Fakultät der Kaiserlichen Universität Dorpat. 1844 erhielt er seinen Doktortitel der Rechtswissenschaften und 1845 zog er nach Kiew. Dort arbeitete er als Übersetzer der Kiewer Archäologischen Kommission und als Beamter der Gouverneursverwaltung.
1845 war er im Alter von 25 Jahren, neben Nikolai Kostomarow und Wassyl Biloserskyj einer der Gründer der Kyrill-und-Method-Bruderschaft, die eine zentrale Rolle in der Herausbildung eines Nationalbewusstseins in der Ukraine spielte.
Für seine Mitgliedschaft in der Bruderschaft wurde der Freund Taras Schewtschenkos im März 1847 verhaftet und weigerte sich in den folgenden Verhören, irgendwelche Mitglieder der Bruderschaft zu benennen, woraufhin er verurteilt und bis 1850 in der Festung Schlüsselburg inhaftiert wurde.
Anschließend musste er von 1850 bis 1855 nach Perm in die Verbannung gehen. Nach dem Ende der Verbannung war er Lehrer für Mathematik, Naturwissenschaften und Geschichte an Sekundarschulen in Odessa, Kertsch, Stawropol, Kutaissi und Tiflis und stand noch bis 1859 unter Polizeiaufsicht. Der für sein enzyklopädisches Wissen bekannte Hulak verfasste zahlreiche Studien zur Geschichte, Philologie, Literatur und Mathematik und übersetzte georgische und aserbaidschanische literarische Werke.

## Ehrungen
In der ukrainischen Hauptstadt Kiew ist eine Straße nach ihm benannt.
Der historische Roman Die vierte Dimension (1984, ukrainisch Четвертий вимір) von Roman Iwanytschuk handelt vom Leben und Werk Hulaks.